# 泰特—拉比安卡谋杀案
泰特—拉比安卡谋杀案是1969年8月9日–10日美国加利福尼亚州洛杉矶發生的一系列谋杀案。
當時特克斯·沃森和查尔斯·曼森指挥文遜家族成员殺死受害人。凶手首先將怀孕的女演员莎朗·蒂)和她的同伴杰伊·塞布林 (Jay Sebring) 、阿比盖尔·福尔杰 (Abigail Folger) 和沃伊切赫·弗里科夫斯基 (Wojciech Frykowski)以及史蒂文·帕伦特 (Steven Parent)等5人殺死。之後又殺死超市高管Leno LaBianca 和他的妻子Rosemary。 